# Pseudochorisodontium mamillosum
Pseudochorisodontium mamillosum là một loài Rêu trong họ Dicranaceae. Loài này được (C. Gao & C.W. Aur) C. Gao et al. miêu tả khoa học đầu tiên năm 1999.